# Meaghan Benfeito
Pour les articles homonymes, voir Benfeito.
Meaghan Benfeito, née le 2 mars 1989 à Montréal, est une plongeuse canadienne.

## Carrière
Meaghan Benfeito termine septième de la finale du haut-vol à 10 mètres synchronisé des Jeux olympiques d'été de 2008 à Pékin avec Roseline Filion. C'est avec la même partenaire qu'elle remporte la médaille de bronze de l'épreuve du plongeon en haut-vol à 10 mètres synchronisé aux Jeux olympiques d'été de 2012 à Londres et termine onzième du haut-vol à 10 mètres en ratant son premier plongeon. 
Aux Jeux olympiques d'été de 2016, le 12 août Meaghan et Roseline Filion remportent la médaille de bronze en plongeon haut-vol 10 m synchronisé . Le 18 août, Meagan remporte une deuxième médaille de bronze en plongeon haut-vol 10 m individuel.
Elle annonce sa retraite du monde sportif le 6 avril 2022, après avoir remporté 124 médailles sur la scène internationale entre 2005 et 2021.